# Ourasi
Ourasi è stato un cavallo trottatore francese del XX secolo.
Negli anni ‘80 del XX secolo è stato il dominatore delle corse al trotto del circuito europeo, vincendo fra l'altro quattro volte il Prix d'Amérique; il suo grande interprete è stato il driver francese Jean-René Gougeon. È stato eletto miglior trottatore francese di tutti i tempi dal quotidiano L'Équipe nel 2006. Era soprannominato "Le Roi Fainéant" (Il Re Fannullone), sulla scorta dell’epiteto attribuito ai re merovingi, perché in allenamento era pigro, mentre in corsa (a condizione di non vedere la frusta, con lui controproducente) si trasformava. La sua freddezza e il suo apparente distacco emotivo in pista sono diventati leggendari, contribuendo a renderlo uno dei più forti e acclamati trottatori della storia a livello europeo.

## Palmarès

### Europa
- Grand Circuito Europeo: 1986, 1988

### Francia

#### Gruppo 1
- Prix d'Amérique: 1986, 1987, 1988, 1990
- Prix de France: 1986, 1987, 1988
- Prix de Paris: 1989
- Prix René Ballière: 1986, 1988
- Prix de l'Atlantique: 1986, 1987, 1988, 1989
- Grand critérium de vitesse de la Côte d'Azur: 1986, 1987, 1988, 1989
- Critérium des Jeunes: 1983
- Critérium des 5 ans: 1985
- Prix de l'Étoile: 1985
- Prix de Sélection: 1986
- 2° Prix Capucine: 1983
- 2° Critérium des 3 ans: 1983
- 2° Prix René Ballière: 1987
- 3° Prix de Sélection: 1985
- 3° Prix d'Amérique: 1989

#### Gruppo 2
- Prix de Bretagne: 1986
- Prix du Bourbonnais: 1985, 1986, 1988
- Prix de Bourgogne: 1987, 1988, 1989
- Prix de Belgique: 1986, 1987, 1988, 1989
- Prix d'Europe: 1985, 1986, 1988
- Prix de la Société d'Encouragement: 1986, 1987
- Grand Prix du Sud-Ouest: 1987
- Prix des Ducs de Normandie: 1987
- Prix de La Haye: 1986, 1988
- Prix de Washington: 1988
- Grand Prix de la Fédération du Nord: 1988
- Prix Kalmia: 1983
- Prix Henri Cravoisier: 1983
- Prix Charles Tiercelin: 1983
- Prix Jules Thibault: 1984
- Prix de Croix: 1985
- Prix Robert Auvray: 1985
- Prix Roederer: 1985
- Prix Henri Levesque: 1985
- Prix Jockey: 1985
- 2° Prix de Bretagne: 1985
- 2° Prix Paul Karle: 1983
- 2° Prix Abel Bassigny: 1983
- 2° Prix Ariste-Hémard: 1983
- 2° Prix de Milan: 1984
- 2° Prix Marcel Laurent: 1985
- 2° Prix des Ducs de Normandie: 1988
- 2° Prix du Bourbonnais: 1989
- 3° Prix de Tonnac-Villeneuve: 1984

### Germania
- Elite-Rennen: 1986
- Grosser Preis von Bild: 1988

### Norvegia
- Oslo Grand Prix: 1989

### Svezia
- Aby Stora Pris: 1988

### Stati Uniti
- 2° March of Dimes: 1988